# Diocesi di Yingkou
La diocesi di Yingkou (in latino: Dioecesis Imcheuvensis) è una sede della Chiesa cattolica in Cina suffraganea dell'arcidiocesi di Shenyang. La sede è vacante.

## Territorio
La diocesi comprende parte della provincia cinese di Liaoning.
Sede vescovile è la città di Yingkou.

## Storia
La diocesi di Yingkou fu eretta il 14 luglio 1949 con la bolla Ne Sacri Pastores di papa Pio XII, ricavandone il territorio dall'arcidiocesi di Shenyang.
Nel 1981, con il ristabilimento della liceità dei culti in Cina, il governo cinese ha preteso di unificare, senza il consenso della Santa Sede, le diocesi di Yingkou, Fushun e Jinzhou con l'arcidiocesi di Shenyang, che al contempo avrebbe assunto il nuovo nome di arcidiocesi di Liaoning.

## Cronotassi dei vescovi
Si omettono i periodi di sede vacante non superiori ai 2 anni o non storicamente accertati.
- André-Jean Vérineux, M.E.P. † (14 luglio 1949 - 10 gennaio 1983 deceduto)
  - Sede vacante